# Allianz Nein zu neuen AKW
Die Allianz Nein zu neuen AKW (früher: Allianz Stopp Atom) ist ein Verein von 36 Umweltorganisationen, Parteien und weiteren Interessensgruppen aus der Schweiz und ihren Nachbarländern. 

## Entstehung  und Ziele
Sie entstand als Reaktion auf die Pläne der Schweizer Stromkonzerne Axpo, Atel und BKW zum Bau neuer Kernkraftwerke. 
Ihr Ziel ist die Verhinderung der geplanten Bauten und die Förderung von Energieeffizienz und erneuerbaren Energien. Mitglieder sind Parteien, darunter die SP, die Grünen und die CSP, die grössten Umweltorganisationen der Schweiz, wie z. B. den WWF, Pro Natura und Greenpeace und Organisationen, die im Umkreis der bestehenden Atom- bzw. Kernkraftwerke tätig sind.
Grundstein des Netzwerks ist eine im August 2007 unterzeichnete gemeinsame Erklärung. Die zusammengeschlossenen Organisationen verfolgen eine gemeinsame Strategie und stimmen ihre Aktivitäten auf diese Strategie ab, ohne dass die Allianz bei allen Aktivitäten ihrer Mitglieder zwangsläufig namentlich auftritt. So veranstaltet z. B. die Mitgliedsorganisation Schweizerische Energiestiftung regelmässig Fachtagungen die Themen der Strategie der Allianz aufgreifen, ohne die Allianz namentlich zu nennen.
Die Allianz hat am 4. Dezember 2008 angekündigt, im Falle einer Zustimmung des Schweizerischen Parlaments zu den eingereichten Rahmenbewilligungsanträgen für den Bau von drei neuen Kernkraftwerken in der Schweiz ein fakultatives Referendum zu ergreifen. Sollte es ihr gelingen, die dafür notwendigen Unterschriften zu sammeln und die daraus resultierende Volksabstimmung zu gewinnen, wäre der von den Stromkonzernen Atel, Axpo und BKW geplante Neubau von Atomkraftwerken in Beznau, Gösgen und Mühleberg bis auf Weiteres nicht möglich.